# Дубовська (Чечня)
Дубовська (рос. Дубовская) — станиця у Шелковському районі Чечні Російської Федерації.
Населення становить 2372 особи (2019). Входить до складу муніципального утворення Дубовське сільське поселення.

## Історія
Згідно із законом від 14 липня 2008 року органом місцевого самоврядування є Дубовське сільське поселення.

## Населення
| 1878  | 1883  | 1926  | 1990  | 2002  | 2010  | 2012  |
| ----- | ----- | ----- | ----- | ----- | ----- | ----- |
| 1254  | ↘1193 | ↗1333 | ↗2476 | ↘2320 | ↘2039 | ↗2105 |
| 2013  | 2014  | 2015  | 2016  | 2017  | 2018  | 2019  |
| ↗2172 | ↗2225 | ↗2257 | ↗2296 | ↗2337 | ↗2363 | ↗2372 |